# Орден Чести (Грузия)
Орден Чести (груз. ღირსების ორდენი) — государственная награда Грузии. Знак отличия был учреждён решением Парламента Грузии 24 декабря 1992 года для награждения граждан за заслуги в различных областях государственной и общественной деятельности.

## Положение о награде
Орденом Чести награждаются граждане, принявшие участие в процессе создания независимого правительства и проявившие при этом самопожертвование, героизм и активное участие в государственной деятельности, обороне, защите общественного порядка, сельском хозяйстве, здравоохранении, достижениях в областях науки, образования, культуры, литературы, искусства и спорта.

Награждённому орденом Чести вручается денежная премия в размере 30 минимальных зарплат.

## Награждённые
- Илия Топурия — испанский и грузинский боец смешанного стиля
- Вахтанг Кикабидзе — эстрадный певец, киноактёр (1994)
- Сергей Галустов — зам. министра энергетики Грузии (1994)
- Сандро Мревлишвили — грузинский режиссер, драматург, профессор, народный артист Грузии (1994)
- Акаки (Како) Бакрадзе — грузинская актриса театра и кино (1997)
- Ота́р Чила́дзе — грузинский писатель, поэт, драматург (1997)
- Зураб Нармания — грузинский поэт, переводчик, публицист (7 марта 1998)
- Гела Чарквиани — грузинский дипломат, телеведущий и преподаватель
- Алекс Чинчараули — грузинский лингвист, кандидат технических наук, профессор (1999)
- Николоз Беручашвили — грузинский географ, ландшафтовед, профессор Тбилисского государственного университета
- Ролан Киладзе — грузинский астроном (2001)
- Зезва Медулашвили — грузинский переводчик, писатель, востоковед и полиглот (2001)
- Вахтанг Ониани — грузинский скульптор, художник и график (2002)
- Теймураз Циклаури — грузинский и советский актёр и певец
- Елена Тевдорадзе — грузинская правозащитница (2008)
- Эльдар Рязанов — советский и российский кинорежиссёр, сценарист, актёр, поэт, драматург, телеведущий, педагог, продюсер (2008)
- Серж Саргсян — 3-й президент Армении (2008)
- Элене́ (Елена) Гедеванишви́ли — грузинская фигуристка (2012)
- Тотиносин Цуёси — профессиональный борец сумо, второй грузинский сэкитори после Коккая
- Зураб Канделаки — грузинский режиссер, писатель, драматург
- Мурман Лебанидзе — грузинский советский поэт
- Мануча́р Мачаи́дзе — советский футболист, полузащитник
- Ле́йла Ме́схи — советская и грузинская теннисистка, бронзовый призёр Олимпийских 1992 года в женском парном разряде.
- Нугзар Шатаядзе — грузинский писатель, драматург, публицист
- Дмитрий Хвтисиашвили — грузинский режиссер, актер (2018)
- Тамара Мамулашвили — одна из 20 погибших демонстрантов во время Тбилисских событий 1989 года
- Константин Абашидзе
- Нодар Нуцубидзе
- Майя Фелишвили
- Владимир Адам
- Каха Табатадзе
- Паата Мосулишвили
- Сергей Шхиков
- Олег Панфилов
- Зураб Соткилава
- Демна Гвасалия — грузинский дизайнер одежды (2021)[3]
- Одиссей Димитриади - советский и грузинский дирижёр, народный артист СССР, лауреат Государственной премии Грузии
- Георгий Мамардашвили — грузинский футболист[4]
- Хвича Кварацхелия - грузинский футболист